# A specialista
A specialista (The Specialist) egy 1994-ben bemutatott akciófilm. A filmet Luis Llosa rendezte, a forgatókönyvet Alexandra Seros írta, John Shirley The Specialist novelláiból. A filmben olyan sztárok szerepelnek, mint Sylvester Stallone, Sharon Stone, James Woods, Rod Steiger és Eric Roberts.

## Történet
May Munro (Sharon Stone) egy rejtélyes múltú, veszélyes szépség, aki megesküszik, hogy bosszút áll szülei gyilkosain és egyenként végez velük. Segítőtársnak kiszemeli a megfelelő embert, Ray Quicket (Sylvester Stallone) a biztos kezű és rezzenéstelen arcú egykori CIA-ügynököt, aki szakértője a különféle robbanószereknek. 
May sorra lépre csalja, Ray pedig a levegőbe röpíti a banda régi tagjait. De a bandafőnök elkényeztetett fia (Eric Roberts) és egy bérgyilkos, Ned Trent (James Woods) – aki Ray egykori munkatársa – nem adja fel könnyen. 
A küzdelem során Ray Quickben felmerül a gyanú: talán ő is csak egy bábu társa tervében, és a gyönyörű asszony az ő sorsáról is biztos tervvel rendelkezik…

## Szereplők
| Szereplő                    | Színész            | Magyar hang     |
| --------------------------- | ------------------ | --------------- |
| Ray Quick                   | Sylvester Stallone | Csernák János   |
| May Munro / Adrian Hastings | Sharon Stone       | Fehér Anna      |
| Ned Trent                   | James Woods        | Szakácsi Sándor |
| Joe Leon                    | Rod Steiger        | Szabó Ottó      |
| Tomas Leon                  | Eric Roberts       | Selmeczi Roland |

## Kritikai fogadtatás
A film a jegyeladás és a közönség reakciójának szempontjából elég jól teljesített, kritikailag azonban már kevésbé volt sikeres. A gyenge színjátszás, a nem túl jó történet és a gyakran vontatott cselekmény egyaránt gyenge pontjai a filmnek. Igazából Stallone és Stone szexjelenete miatt övezte érdeklődés a filmet. James Woods és Rod Steiger színészi alakításait viszont méltatták, főleg Stallone és Stone semmilyennek, nem beszélve Eric Roberts gyengének osztályozott teljesítményéhez képest. Többek szerint ők mentették meg a filmet a teljes érdektelenségtől.

## Filmzene
A film gyengeségei ellenére a filmzenei album elég jól teljesített a különböző listákon és a kritikusok is dicsérték.
1. Turn The Beat Around – Gloria Estefan
2. Jambala – MSM (Miami Sound Machine)
3. Real – Donna Allen  Listen Listen
4. All Because Of You – MSM (Miami Sound Machine)
5. Shower Me With Love – Lagaylia  Listen Listen
6. El Baile De La Vela – Cheito  Listen Listen
7. Slip Away – Lagaylia  Listen Listen
8. El Duro Soy Yo – Tony Tatis Y Su Merengue
9. Mental Picture – Jon Secada
10. Que Manera De Quererte – Albita
11. Love Is The Thing – Donna Allen
12. El Amor – Azucar Moreno
13. Did You Call Me – John Barry / The Royal Philharmonic Orchestra
14. The Specialist – John Barry / The Royal Philharmonic Orchestra

## Érdekességek
A főszerepet először Steven Seagalnak ajánlották fel, de ő 9 millió dollárt kért a szerepért és ő akarta rendezni a filmet. A producerek ebbe nem voltak hajlandók belemenni. Az Oscar-díjas Akiva Goldsman akkor még ismeretlen forgatókönyvíróként dolgozott a filmforgatókönyv átírásán.